# East Ferris
East Ferris (offiziell Municipality of East Ferris) ist eine Flächengemeinde im Südosten der kanadischen Provinz Ontario. Sie liegt im Nipissing District und hat den Status einer Single Tier (einstufigen Gemeinde).
Die Gemeinde entstand durch die verwaltungstechnische Zusammenlegung der „Community of Astorville“ und der „Community of Corbeil“.

## Lage
East Ferris liegt am Übergang zwischen dem Nordwesten und dem Südosten der Provinz. Im Norden der Gemeinde liegt der Trout Lake mt dem Mattawa River, während im Süden der Lake Nosbonsing liegt. Im Nordosten liegen Anteile des Mattawa River Provincial Park, einem der Provincial Parks in Ontario, in East Ferris. Die Gemeinde liegt etwa 20 Kilometer Luftlinie ostsüdöstlich von North Bay bzw. etwa 280 Kilometer Luftlinie nördlich von Toronto.
In der Gemeinde gibt es mehrere Siedlungsschwerpunkte. Größter und durch den Sitz der Gemeindeverwaltung wichtigster Siedlungsschwerpunkt ist Corbeil, weitere Siedlungspunkte sind Astorville und Nosbonsing.

## Bevölkerung
Der Zensus im Jahr 2016 ergab für die Gemeinde eine Bevölkerungszahl von 4750 Einwohnern, nachdem der Zensus im Jahr 2011 für die Gemeinde noch eine Bevölkerungszahl von 4766 Einwohnern ergeben hatte. Die Bevölkerung hat damit im Vergleich zum letzten Zensus im Jahr 2011 nur schwach um 0,3 % abgenommen, während der Provinzdurchschnitt bei einer Bevölkerungszunahme von 4,6 % lag. Im Zensuszeitraum von 2006 bis 2011 hatte die Einwohnerzahl in der Gemeinde nahe dem Provinzdurchschnitt um 6,7 % zugenommen, während die Gesamtbevölkerung in der Provinz um 5,7 % zunahm.

## Sprache
In East Ferris lebt eine relevante Anzahl von Franko-Ontariern. Bei offiziellen Befragungen gaben fast 1/4 der Einwohner an, Französisch als Muttersprache oder Umgangssprache zu verwenden. Auf Grund der Anzahl der französischsprachigen Einwohner gilt in der Gemeinde der „French Language Services Act“. Obwohl Ontario offiziell nicht zweisprachig ist, sind nach diesem Sprachgesetz die Provinzbehörden verpflichtet, ihre Dienstleistungen in bestimmten Gebieten auch in französischer Sprache anzubieten. Die Gemeinde selber gehört auch der Association française des municipalités d’Ontario (AFMO) an und fördert die französische Sprachnutzung ebenfalls auf Gemeindeebene.

## Verkehr
East Ferris wird im Norden vom Kings Highway 17, welcher hier Teil des Trans-Canada Highways ist, in Ost-West-Richtung durchquert, während im Südwesten der Kings Highway 11, ebenfalls Teil des Trans-Canada Highway Systems, durchquert. Weiterhin wird die Gemeinde noch vom Kings Highway 94 von West nach Nord erschlossen.
Die Gemeinde wird von Eisenbahnstrecken der Canadian National Railway und der Ottawa Valley Railway durchquert.

## Söhne und Töchter der Stadt
- Dionne-Fünflinge (* 1934), Fünflinge